# جورج مارس
جورج مارس (25 نوفمبر 1932 في المملكة المتحدة - 30 نوفمبر 2017) (بالإنجليزية: George March)‏ هو لاعب كريكت بريطاني. لعب مع نادي مقاطعة دورهام للكريكت ‏.

## وصلات خارجية
- جورج مارس على موقع إي آس بي آن كريك إنفو (الإنجليزية)